# Madeleine de Grandmaison
Pour les articles homonymes, voir Grandmaison.
Madeleine Jouye de Grandmaison (née Nol) est une femme politique française, proche d'Aimé Césaire, née le 27 janvier 1938, au Morne-Rouge, en Martinique. Elle a été conseillère municipale de 1972 à 1983, conseillère régionale de 1983 à 2010 et députée européenne de 2007 à 2009.
Aux élections régionales de 1983, Madeleine de Grandmaison et Pierrette Henrie Arsenec sont les deux premières femmes élues conseillères régionales de l'histoire de la Martinique. De 2007 à 2009, Madeleine de Grandmaison et Catherine Néris sont les deux premières femmes députées européennes de l'histoire de la Martinique.

## Biographie
Elle a été conseillère régionale de 1983 à 2010. Elle a présidé le Comité martiniquais du tourisme de sa création de 2003 à 2010. À la suite de sa défaite aux élections régionales de 2010, elle est remplacée par Karine Roy-Camille.
Par ailleurs, elle est depuis 1996, présidente du Comité de Bassin de la Martinique[réf. nécessaire].
Elle a assuré la présidence du Réseau international des organismes de bassin (RIOB) de janvier 2004 à juin 2007.
Conseillère régionale depuis 1983, elle occupe une place importante dans la vie politique martiniquaise. En 1983, Aimé Césaire lui confie la commission régionale de la culture. Elle participe notamment à la création de l'école d'arts de la Martinique, du centre dramatique régional, et du musée d'histoire et d'ethnographie. En 1998, elle devient 3e vice-présidente de la région (dirigée par Alfred Marie-Jeanne) et conserve la présidence de la commission des affaires culturelles. 
En 2003, elle tente d'obtenir l'investiture de son parti, le PPM, pour l'élection législative partielle qui a lieu à la suite de l'invalidation de Pierre Samot. Le parti lui préfère Yvon Pacquit, qui est battu largement par Philippe Edmond-Mariette du groupe Bâtir le Pays Martinique de Pierre Samot. 
Pour les élections régionales de 2004, elle est à la tête de la liste « Convergences Martiniquaises » du PPM et des DVG. Elle doit faire face à la liste des Patriotes du président sortant Alfred Marie-Jeanne mais aussi de la liste « Alliance pour le pays Martinique » du groupe Batir, du Parti socialiste et des divers gauches. Malgré les pronostics, elle arrive en seconde position au 1er tour derrière Alfred Marie-Jeanne mais devant Pierre Samot qui est contraint de fusionner avec elle. Mais le report de voix se fait mal et elle est battue. Elle devient 5e vice-présidente de la région et conserve la présidence du CMT où elle mène une politique énergique pour promouvoir la destination Martinique.
Proche de Claude Lise, elle a quitté le PPM à la suite du Congrès de 2005, pour rejoindre un nouveau parti créé par Claude Lise, le Rassemblement démocratique pour la Martinique.
Le 14 octobre 2007, Madeleine de Grandmaison devient députée européenne après la démission du député européen originaire de La Réunion, Paul Vergès. Elle occupe ce poste de 2007 à 2009.
Le 27 avril, Madeleine de Grandmaison a fait connaitre sa candidature aux élections européennes de juin 2009, sur la liste « Alliances des Outre-Mers » conduite par Élie Hoarau de La Réunion. Elle est la tête de liste de la section Atlantique (Martinique, Guadeloupe, Guyane, Saint-Pierre-et-Miquelon, Saint-Martin et Saint-Barthélemy) à l'intérieur de la circonscription Outre-Mer.
Aux élections régionales des 14 et 21 mars 2010, la liste RDM « Alliance pour développer la Martinique » conduite par Madeleine de Grandmaison obtient 8 875 voix. Le RDM n'a depuis mars 2010 aucun élu au conseil régional de la Martinique.